# Boborykinocultuur
De Boborykinocultuur (Russisch: Боборыкинская культура) was een archeologische cultuur uit het Oeral- en Siberische neolithicum,  gedateerd in het 4e millennium voor Christus. Ze werd voor het eerst beschreven in de jaren vijftig van de 20e eeuw door Konstantin Salnikov.
De cultuur werd vernoemd naar de nederzetting Boborykino in het district Sjadrinski van de oblast Koergan, waar de sporen ervan voor het eerst werden ontdekt.

## Verspreiding
De cultuur was verspreid in de oblasten Koergan, Tjoemen en Sverdlovsk. Ook werden sporen van de cultuur gevonden in Noord-Kazachstan (oblast Pavlodar) en de Barabasteppe (oblasten Omsk en Novosibirsk).

## Materiële cultuur
De nederzettingen bevonden zich langs de oevers van rivieren (Tobol, Iset, etc.) en bestonden uit grote verdiepte woningen (tot 56 m² of 7x8 m) met kelders, haarden en waterputten. De palen naast de haarden werden door archeologen geïnterpreteerd als tafels. Er zijn zeldzame vondsten van grote ovale framegebouwen met een oppervlakte tot 180 m². Het gebied van de nederzettingen zelf bedroeg tot 600 m².
De stenen werktuigen werden vertegenwoordigd door bijlen, racloirs, dissels, klingen en pijlpunten. De gebruikte materialen waren vuursteen, kwartsiet, leisteen en jaspis.
Het aardewerk bestond uit kleine (diameter 8 cm, hoogte 16-20 cm) en grote (diameter 36 cm, hoogte 40 cm) vaten met platte bodems. Voor het aanbrengen van de decoraties (zigzaglijnen, golven, ruiten) werden beitels gebruikt, maar geen stempels.

## Economie
De basis van de economie was de jacht. Er zijn geen tekenen van visserij.

## Ontstaan
Het verving de eerdere Kosjkinocultuur, en werd gevormd op basis van de migratie van stammen van de Kelteminarcultuur. Er waren pogingen om de Boborykinocultuur in verband te brengen met de Halafcultuur van West-Azië.